# I Solisti Veneti
I Solisti Veneti  (em português 'Os Solistas Venetos') é uma orquestra de câmara italiana. 
Fundada na cidade de  Pádua em 1959, por Claudio Scimone, ganhou uma grande reputação pelas suas interpretações de músicas do período barroco, fazendo muitas gravações de obras de Antonio Vivaldi, Tomaso Albinoni, Francesco Geminiani, Benedetto Marcello e Giuseppe Tartini. Os dois solistas do grupo são Giuliano Carmignola e Pieto Toso. O grupo já apresentou-se em mais de sessenta países e gravou com inúmeros artistas mundialmente renomados, como Salvatore Accardo, Placido Domingo, Jean-Pierre Rampal, Marilyn Horne, James Galway, Mstislav Rostropovich, Sviatoslav Richter, Paul Badura-Skoda e Heinz Holliger.

## Formação atual
- Maestro: Claudio Scimone.
- Spalla: Lucio Degani.
- Violinos: Chiara Parrini, Francesco Comisso, Kazuki Sasaki, Enzo Ligresti, Michelangelo Lentini, Matteo Ruffo, Walter Daga.
- Violas: Giancarlo Di Vacri, Silvestro Favero.
- Violoncelo: Gianantonio Viero, Giuseppe Barutti, Patrick Monticoli.
- Contrabaixo: Gabriele Ragghianti.

## Discografia parcial
- Antonio Vivaldi "Le quattro stagioni"  Ville Venete - DVD
- Tomaso Albinoni "Les adagios" com Pierre Pierlot (oboé)
- Antonio Vivaldi "L'estro armonico" violini solistas Piero Toso, Nane Calabrese, Kazuki Sasaki, Ronald Valpreda
- Antonio Vivaldi "Opera Decima" com o flautista Jean Pierre Rampal
- Antonio Vivaldi "Concerti per uno e due Mandolini" com  Ugo Orlandi e  Dorina Frati (bandolins)
- Antonio Vivaldi "Orlando furioso" com Marilyn Horne, Victoria de los Ángeles, Lucia Valentini Terrani, Carmen Gonzales, Lajos Kozma, Sesto Bruscantini, Nicola Zaccaria, Amici della Polifonia. Regência de Piero Cavalli
- Antonio Vivaldi "Catone in Utica" com Cecilia Gasdia, Marilyn Schmiege, Susanna Rigacci, Margarita Zimmermann, Lucretia Lendi, Ernesto Palacio
- Antonio Vivaldi "Juditha Triumphans" com Delores Ziegler, Gloria Banditelli, Cecilia Gasdia, Manuela Custer, Laura Brioli, Coro Filarmonico Antonio Vivaldi. Regência de Giampaolo Grazioli
- Gioachino Rossini "Zelmira" com Cecilia Gasdia, Bernarda Fink, William Matteuzzi, Chris Merritt, José Garcia, Boaz Senator, Vernon Midgley, Leslie Fyson, Ambrosian Singers. Regência de John Mc Carthy
- Luigi Boccherini e Giovanni Battista Pergolesi "Stabat Mater" com Cecilia Gasdia, Dolores Ziegler e William Matteuzzi
- Georg Friedrich Händel "Messiah" com Patricia Schuman, Lucia Valentini Terrani, Bruce Ford, Gwynne Howell, Ambrosian Singers. Regência de John Mc Carthy
- Gioachino Rossini "Armida" com Cecilia Gasdia, Chris Merritt, William Matteuzzi, Bruce Ford, Ferruccio Furlanetto, Charles Workman, Ambrosian Singers. Regência de John Mc Carthy
- Gioachino Rossini "L'italiana in Algeri" com Marilyn Horne, Samuel Ramey, Kathleen Battle, Ernesto Palacio, Clara Foti, Nicola Zaccaria, Domenico Trimarchi, Coro Filarmônico de Praga. Regência de Joseph Veleska